# Jorge Illueca
Jorge Enrique Illueca Sibauste (ur. 17 września 1918 w Panamie, zm. 3 maja 2012 tamże) – panamski polityk, prawnik i dyplomata. Prezydent kraju w 1984.

## Życiorys
Studiował na Uniwersytecie Panamskim (gdzie był później profesorem), Uniwersytecie Harvarda i Uniwersytecie w Chicago (na tym ostatnim doktoryzował się z prawa w 1955). Był ambasadorem Panamy w ONZ w latach 1976–1981 oraz ministrem spraw zagranicznych (1981–1983), wiceprezydentem (1982–1984) i ostatecznie prezydentem kraju od 13 lutego do 11 października 1984.
Udzielał się również jako funkcjonariusz ONZ: był członkiem Komisji Prawa Międzynarodowego w latach 1982–1986, 1987–1991 oraz 1997–2001, a od 1983 do 1984 przewodniczył sesji Zgromadzenia Ogólnego. Od 1974 do 1990 należał do Stałego Trybunału Arbitrażowego w Hadze.